# Virgilio Oñate Sánchez
Virgilio Oñate Sánchez (Caravaca de la Cruz, 25 d'agost de 1890 - Madrid, 25 de desembre de 1964) va ser un empresari radiofònic espanyol, pare del polític Virgilio Oñate Gil.
Després d'obtenir el títol d'enginyeria de telecomunicacions, encamina la seva activitat professional cap a un nou mitjà en creixement en el primer terç del segle XX: la ràdio. Considerat, doncs, un dels pioners de la comunicació radiofònica a Espanya, va entrar a formar part del consell d'administració de la Cadena SER el 1928. Més tard es converteix en secretari general d'aquest consell i des de 1940 en director general de la cadena. Manté el càrrec fins a la seva jubilació, el 1962, sent substituït per Eugenio Fontán. Durant els dos anys que van transcórrer fins a la seva defunció, va ocupar el càrrec de vicepresident de la cadena.